# Bohinjski ledenik
Bohinjski ledenik je nastal v zaledju Bohinja po dolini Save Bohinjke navzdol proti Bledu. Izpolnjeval je vso Blejsko-Radovljiško kotlino in segel v svojem največjem obsegu od Vintgarja, Žirovnice, Begunj do Kamne Gorice. 

## Nastanek ledenika
V kvartarju je prišlo na Zemlji do močnih ohladitev. Za to obdobje je bilo značilno ekstremna menjava hladnih in toplih obdobij. V najhladnejših delih te dobe je prišlo do obsežnih poledenitev. Obsežni ledeniki so se razvili tudi v slovenskih Alpah. 
Ledene gmote so bile v ozki dolini Save Bohinjke do 800 m debele. Segale so tudi na Pokljuko proti Mrzlemu studencu. Proti jugu so se raztezale čez Jelovico proti Bači, preko Soriške planine na Sorico in v zgornji del doline Češnjice.

## Ostanki ledenika
Ledene gmote so priostrile številne vrhove in razširile ravnine. Ledenik je za seboj pustil številne groblje, ki jih sestavlja različno debel drobir s posameznimi velikimi skalami. Bohinjski ledenik je zapustil za seboj veliko tovrstnega drobirja. Z njim je pokrit velik del zahodne in južne Pokljuke proti Mrzlemu studencu, pa tudi vsa severna stran Jelovice. Veliko sledov ledenika se je ohranilo tudi v Blejsko-Radovljiški kotlini, kjer se je v čelni kotanji  ohranilo ledeniško gradivo kar štirih poledenitev.
Ob umikanju ledenika so nastajala jezera, ki so se večinoma hitro zasula. Zasipanje ledenika ni doseglo Blejskega jezera in Bohinjskega jezera.
- Obla Gorica, čelna morena Bohinjskega ledenika pri Radovljici
- Čelna morena Bohinjskega ledenika pri Dobravci
- Glacialno-fluvialne terase pri Šobcu, posledica delovanja reke Save v končno moreno Bohinjskega ledenika
- Cerkev v Zasipu stoji na čelni moreni Bohinjskega ledenika